# Liste der Bodendenkmäler in Hafenlohr
Auf dieser Seite sind die Bodendenkmäler in der unterfränkischen Gemeinde Hafenlohr zusammengestellt. Diese Tabelle ist eine Teilliste der Liste der Bodendenkmäler in Bayern. Grundlage ist die Bayerische Denkmalliste, die auf Basis des Bayerischen Denkmalschutzgesetzes vom 1. Oktober 1973 erstmals erstellt wurde und seither durch das Bayerische Landesamt für Denkmalpflege geführt wird. Die folgenden Angaben ersetzen nicht die rechtsverbindliche Auskunft der Denkmalschutzbehörde.

## Bodendenkmäler in Hafenlohr
| Lage                             | Objekt                                                                                                   | Akten-Nr.     | Bild |
| -------------------------------- | --- | ------------- | ---- |
| (Standort)                       | Neuzeitliche Glashütte.                                                                                  | D-6-6023-0031 |      |
| (Standort)                       | Befunde des Mittelalters und der frühen Neuzeit im Bereich der Kapelle von Einsiedel.                    | D-6-6023-0041 |      |
| (Standort)                       | Grabhügel vorgeschichtlicher Zeitstellung.                                                               | D-6-6123-0046 |      |
| Kirchberg 12 (Standort)          | Befunde der frühen Neuzeit im Bereich der katholischen Pfarrkirche St. Jakobus der Ältere von Hafenlohr. | D-6-6123-0058 |      |
| Hafenlohrtalstraße 10 (Standort) | Frühneuzeitlicher Vorgängerbau der katholischen Filialkirche St. Cyriakus von Windheim.                  | D-6-6123-0059 |      |
| (Standort)                       | Grabhügel vorgeschichtlicher Zeitstellung.                                                               | D-6-6123-0094 |      |